# Gabriel Garrido
Pour les articles homonymes, voir Garrido (homonymie).
Gabriel Garrido (né à Buenos Aires le 15 novembre 1950) est un musicien et chef d'orchestre argentin spécialisé dans le répertoire baroque italien et le patrimoine musical baroque d'Amérique du Sud.

## Biographie
À l'âge de dix-sept ans, il est membre du quatuor de flûtes à bec Pro Arte, avec lequel il fait deux tournées en Europe.
Il étudie à l'Université nationale de La Plata, à Zurich et à la Schola Cantorum Basiliensis (la « Schola Cantorum de Bâle »), où il se spécialise dans le luth, la guitare baroque et des instruments à anche de la Renaissance. Il devient membre d'Hespèrion XX, dirigé par Jordi Savall, avec qui il participe à plusieurs enregistrements. Il a aussi entretenu une longue collaboration avec l'ensemble vocal et instrumental Studio di Musica Antica Antonio il Verso de Palerme.
Depuis 1977, il enseigne au Centre de Musique ancienne du Conservatoire de musique de Genève, où il fonde l'Ensemble Elyma en 1981. Après une exploration de base du répertoire et quelques concerts, Garrido et son ensemble amorcent en 1992, pour le label français K617, une série d'enregistrements consacrés à la musique baroque latino-américaine sous le titre Les Chemins du Baroque. Peu après, il reçoit une invitation du Conseil international de la musique (CIM) de l'UNESCO à donner des classes de maître, ateliers, conférences et concerts de musique baroque lors du colloque international latino-américain de San Carlos de Bariloche, ville argentine située dans les contreforts de la Cordillère des Andes, ce qui lui vaut la Médaille Mozart de l'UNESCO.
Il est connu également pour ses interprétations de la musique italienne, en particulier son cycle d'œuvres de Claudio Monteverdi : opéras, ballets, musique sacrée. Depuis 1990, il dirige au Teatro Massimo Vittorio Emanuele de Palerme, en Sicile une représentation annuelle d'opéra. Pour sa contribution et ses activités artistiques consacrées à la musique baroque italienne pendant les dix dernières années, la Fondation Cini de Venise lui décerne en 2000 un prix spécial de reconnaissance.
Gabriel Garrido a aussi dirigé des opéras au Festival d'Ambronay, au Festival international d'opéra baroque de Beaune et au Festival de musique ancienne d'Innsbruck.
Au Teatro Colón de Buenos Aires, il dirige des représentations de L'Orfeo de Monteverdi en juin 2001 et des Indes galantes de Jean-Philippe Rameau en octobre 2002. Au Festival Theater der Welt (en) à Essen et Mülheim, il dirige en première mondiale depuis sa création l'opéra Montezuma de Carl Heinrich Graun en 2010.

## Discographie

### CD
- 1991 : Sigismondo d'India, Arie, madrigali e baletti, avec María Cristina Kiehr (Tactus Records)
- 1992 : Il secolo d'Oro nel nuovo mondo - œuvres de Diego José de Salazar, D. Fernandes, Juan de Sucre, Juan Hidalgo, Francisco de Peñalosa, Gaspar Fernandes, Antonio de Ávila, Hernando Franco, Fray Geronimo Gonzales, Juan Gutiérrez de Padilla, Juan García de Zéspedes, Tomás de Torrejón y Velasco, Juan de Araujo. (Label Symphonia) (Diapason d'or, Dix de repertoire)
- 1992 : Lima - La Plata - Missions Jésuites, Les Chemins du Baroque vol. 1, (Label, K617)
- 1992 : Domenico Zipoli, Vêpres de San Ignacio - Réductions jésuites de Chiquitos, Les Chemins du Baroque, vol. 4, (K617)
- 1993 : Torrejón y Velasco, Musique à la Cité des Rois, Les Chemins du baroque vol. 5, K617
- 1993 : Domenico Zipoli, Zipoli L'Américain, Les Chemins du Baroque, vol. 6, K617
- 1993 : Domenico Zipoli, Zipoli L'Européen, Les Chemins du Baroque, vol. 7, K617
- 1994 : Juan de Araujo, L'Or et l'Argent du Haut-Pérou Les Chemins du Baroque, vol.8, K617
- 1994 : Bonaventura Rubino, Vespro per lo Stellario della beata Vergine (K617)
- 1995 : Marco da Gagliano, La Dafne (K617)
- 1996 : Claudio Monteverdi, L'Orfeo (K617) (Diapason d'Or, 1997)
- 1996 : Musique baroque à la royale Audience de Charcas - Juan de Araujo, Antonio Durán de la Motta, Blas Tardío y Guzmán (en), Roque Jacinto de Chavarría, Andrés Flores (K617)
- 1996 : Domenico Zipoli, San Ignacio, l'opéra perdu des missions jésuites de l'Amazonie (K617)
- 1997 : Gerusalemme Liberata - Monteverdi : Il combattimento di Tancredi e Clorinda ; madrigaux de Giaches de Wert, Sigismondo d'India, Biagio Marini, Domenico Mazzocchi (K617)
- 1998 : Lambert de Beaulieu, Ballet comique de la reine (1581), texte de Balthasar de Beaujoyeulx (K617)
- 1998 : Roque Ceruti, Vêpres solennelles de Saint Jean Baptiste (K617)
- 1998 : Monteverdi, Il ritorno d'Ulisse in patria (K617)
- 1999 : Monteverdi, Vespro della Beata Vergine (K617)
- 2000 : Le Phénix du Mexique - Villancicos (K617)
- 2000 : Tomás de Torrejón y Velasco, La Púrpura de la Rosa
- 2001 : Anonyme, Mission - San Francisco Xavier. Oper und Messe (K617)
- 2002 : Bonaventura Aliotti, Oratorio Il Sansone (K617)
- 2003 : Gaspar Fernández et Manuel de Sumaya, Musique à la Cathédrale d'Oaxaca (K617)
- 2003 : El Maestro de baile y otras Tonadillas, Tonadilla ; El Maestro de Baile, Luis Misón ; Ya sale mi guitarra, Pablo Esteve ; Ya que mi mala fortuna, Blas de Laserna ; El Vizcaíno, Antonio Rosales ; La Competencia de las dos hermanas, Pablo del Moral (K617)
- 2005 : Fiesta Criolla, Roque Jacinto de Chavarría, Andrés Flores (K617)
- 2008 : Torrejón y Velasco et Juan de Errede, Corpus Christi à Cusco  (K617)
- 2009 : Francesco Cavalli, Gli Amori d'Apollo e di Dafne (K617)
- 2011 : Hanacpachap - Musique latino-américaine du temps des Conquistadores (Pan Classics)

### DVD
- 2012 : Caminos Barrocos : le final des Chemins du baroque (K617)